# Sea Power
Sea Power, anteriormente conhecida como British Sea Power e inicialmente como British Air Powers, é uma banda inglesa de rock alternativo. A formação original do grupo consistia em Scott Wilkinson, conhecido como Yan; Martin Noble, conhecido como Noble; e Alison Cotton. Quando a banda começou a gravar, Cotton já havia partido e dois novos membros se juntaram: Neil Hamilton Wilkinson, conhecido como Hamilton; e Matthew Wood, conhecido como Wood. Eamon Hamilton se juntou à banda em meados de 2002, saindo em 2006  e foi posteriormente substituído por Phil Sumner, com Abi Fry se juntando à banda em 2008.
A natureza abrangente do material da banda levou os críticos a comparar seu som a uma variedade de grupos, de The Cure e Joy Division a Pixies e Arcade Fire. A banda é famosa por suas apresentações ao vivo, pelo conteúdo incomum das letras de suas músicas e pela escolha ousada de locais para alguns de seus shows.

## Formação da banda
Membros atuais
- Jan Scott Wilkinson – vocais, guitarra
- Neil Hamilton Wilkinson – baixo, voz, guitarra
- Martin Noble – guitarra
- Phil Sumner – corneta, teclados
- Abi Fry – viola

Membros antigos
- Eamon Hamilton – teclados, vocais, percussão, guitarra
- Alison Cottton
- Matthew Wood – bateria

## Discografia
- The Decline of British Sea Power (2003)
- Open Season (2005)
- Do You Like Rock Music? (2008)
- Man of Aran (album) (2009)
- Valhalla Dancehall (2011)
- Machineries of Joy (2013)
- From the Sea to the Land Beyond (2013)
- Sea of Brass (2015)
- Let the Dancers Inherit the Party (2017)
- Everything Was Forever (2022)